# Michael Cuesta
Michael Cuesta (Nueva York, 8 de julio de 1963) es un director estadounidense de cine y televisión, reconocido por dirigir películas como L.I.E., Tell-Tale, Kill the Messenger y American Assassin. Ha dirigido y producido capítulos de series de televisión como Six Feet Under, Dexter, Blue Bloods y Homeland.

## Filmografía

### Cine

#### Como Director
- L.I.E. (2001)
- 12 and Holding (2005)
- Tell-Tale (2009)
- Roadie (2011)
- Kill the Messenger (2014)
- American Assassin (2017)

### Televisión

#### Como productor
| Año     | Título         | Papel               |
| ------- | -------------- | ------------------- |
| 2006    | Dexter         | Productor ejecutivo |
| 2007    | Babylon Fields | Productor ejecutivo |
| 2008    | The Oaks       | Productor ejecutivo |
| 2010    | Blue Bloods    | Productor ejecutivo |
| 2011-12 | Homeland       | Productor ejecutivo |
| 2016    | Second Chance  | Productor ejecutivo |
| 2019    | City on a Hill | Productor ejecutivo |

#### Como director
| Año  | Título         | Episodio(s)                                |
| ---- | -------------- | ------------------------------------------ |
| 2002 | Six Feet Under | "Driving Mr. Mossback"                     |
| 2002 | Six Feet Under | "Someone Else's Eyes"                      |
| 2003 | Six Feet Under | "You Never Know"                           |
| 2004 | Six Feet Under | "Falling Into Place"                       |
| 2005 | Six Feet Under | "Static"                                   |
| 2006 | Dexter         | "Dexter"                                   |
| 2006 | Dexter         | "Crocodile"                                |
| 2006 | Dexter         | "Popping Cherry"                           |
| 2006 | Dexter         | "Seeing Red"                               |
| 2006 | Dexter         | "Born Free"                                |
| 2007 | Babylon Fields | "Pilot" (CBS)                              |
| 2008 | The Oaks       | "Amelia"                                   |
| 2009 | True Blood     | "Beyond Here Lies Nothin'                  |
| 2010 | Blue Bloods    | "Pilot"                                    |
| 2010 | Blue Bloods    | "Chinatown"                                |
| 2011 | Homeland       | "Pilot"                                    |
| 2011 | Homeland       | "Grace"                                    |
| 2011 | Homeland       | "The Weekend"                              |
| 2011 | Homeland       | "Marine One"                               |
| 2012 | Elementary     | "Pilot"                                    |
| 2012 | Homeland       | "The Smile"                                |
| 2012 | Homeland       | "Beirut Is Back"                           |
| 2012 | Homeland       | "I’ll Fly Away"                            |
| 2012 | Homeland       | "The Choice"                               |
| 2014 | Babylon Fields | "Pilot" (NBC)                              |
| 2016 | Second Chance  | "A Suitable Donor"                         |
| 2016 | Billions       | "The Conversation"                         |
| 2019 | City on a Hill | "The Night Flynn Sent the Cops on the Ice" |